# Thirdmoon
Thirdmoon ist eine österreichische Melodic-Death-Metal-Band aus Linz.

## Geschichte

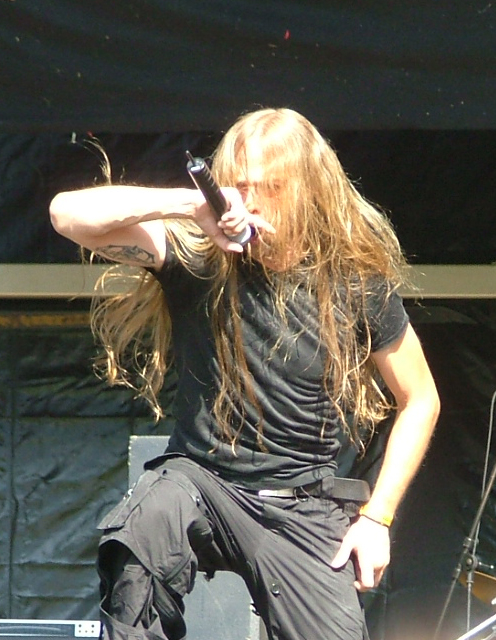
Wolfgang Rothbauer, Juli 2007

Gegründet wurde Thirdmoon 1994 von Wolfgang Rothbauer. Auf dem Debütalbum Grotesque Autumnal Weepings, das die Band 1997 bei CCP Records veröffentlichten, sind noch Einflüsse nordischer Black-Metal-Bands hörbar, die sich jedoch bald verloren. Nachdem 1998 der Franzose Matias Larrede als zweiter Gitarrist hinzukam, unterschrieben Thirdmoon 1999 einen Vertrag bei Napalm Records, unter dem sie noch im selben Jahr Aquis Submersus und 2000 Bloodforsaken veröffentlichten. Eine Tour mit Eisregen folgte.
Im Jahr 2001 trennten sich Thirdmoon von Napalm Records. Erst drei Jahre später erschien bei FM-Records im Juli 2004 das nächste Album Sworn Enemy: Heaven. Wolfgang Rothbauer gründet im selben Jahr mit mehreren Mitgliedern von Eisregen das Death-Metal-Projekt Eisblut, sein zweites Nebenprojekt nach In Slumber, das er 2002 gegründet hat. Nach einer Europa-Tour mit Grave und Disparaged musste das Label FM-Records 2005 wegen finanzieller Schwierigkeiten die Zusammenarbeit mit Thirdmoon einstellen.
Im April 2007 wurde nach einer längeren Pause und Besetzungswechseln in Maintain Records aus Berlin ein neuer Partner gefunden. Im Herbst 2007 wurde ihr fünftes Album mit dem Titel Dimorphic Cynosure veröffentlicht.

## Diskografie
- 1997: Grotesque Autumnal Weepings
- 1999: Aquis Submersus
- 2000: Bloodforsaken
- 2004: Sworn Enemy: Heaven
- 2007: Dimorphic Cynosure
- 2018: Terrarum Exuviae